# Marco Lollio
Marco Lollio in latino Marcus Lollius (Ferentino, 54 a.C. circa – 2) è stato un politico e militare romano, generale dell'Impero.

## Biografia
Di discendenza incerta ma proveniente da Ferentino, sposò un'Aurelia, figlia del pretore dell'anno 54 a.C., Marco Aurelio Cotta. Ebbero un figlio, anch'egli di nome Marco Lollio, che fu forse console suffetto nel 13, il quale, sposatosi con una Volusia (figlia del console del 12 a.C., Lucio Volusio Saturnino), ebbe a sua volta due figlie: la prima, di nome Lollia Paolina, divenne moglie dell'imperatore Caligola ed una delle candidate a sposare l'imperatore Claudio, e la seconda, di nome Lollia Saturnina, andò in sposa a Valerio Asiatico, console suffetto nel 35.
Homo novus dell'epoca augustea e capostipite della gens Lollia, faceva parte dell'aristocrazia cittadina dell'antica Roma, ed è attualmente citato nelle genealogie araldiche della famiglia Lolli Ghetti di Ferentino, diretta discendente dalla gens, come documentato nel libro d'oro della nobiltà italiana.
Fu leale collaboratore dell'imperatore Augusto, a cui dovette il successo della sua carriera. Egli cominciò la sua ascesa sopraintendendo nel 25 e 24 a.C. alla trasformazione del Regno di Galazia in provincia romana in seguito alla morte del re Aminta. Divenuto console nel 21 a.C., in seguito entrò a far parte dei quindecemviri sacris faciundis insieme allo stesso imperatore ed a Marco Vipsanio Agrippa.
Nominato proconsole della Macedonia nel 20 a.C., combatté in Tracia mentre portava aiuto a Remetalce I, zio e tutore dei figli di Coti V, e sottomise i Bessi nel 19-18 a.C.. Poco più tardi, sempre nel 18 a.C., fu inviato come legatus Augusti in Gallia Comata, dove le popolazioni germaniche dei Sigambri, Usipeti e Tencteri, che avevano inizialmente catturato e impalato nei loro territori alcuni commercianti romani, avevano attraversato il Reno e stavano devastando il terre di confine della provincia sulla riva sinistra del fiume. Dopo aver sconfitto e messo in fuga uno squadrone di cavalleria romana, i Germani sfidarono lo stesso Lollio, il quale, venuto a battaglia, fu sconfitto, perdendo persino l'aquila della legio V, nella disastrosa clades Lolliana (16 a.C.), paragonata a posteriori alla clades variana di Publio Quintilio Varo.
Nel 1 a.C. divenne compagno e consigliere di uno dei due eredi designati a succedere ad Augusto, Gaio Cesare, durante la spedizione in Armenia contro i Parti. Caduto in disgrazia, presumibilmente per aver ricevuto doni dai principi orientali senza averne titolo, ma forse anche per aver osteggiato una riconciliazione tra Gaio Cesare e Tiberio, si suicidò in Oriente nel 2. Di lui scrisse Velleio Patercolo:
(Velleio Patercolo, Storia di Roma, II, 97.1.)